# Slaget ved Kulikovo
Slaget ved Kulikovo (russisk: Куликовская битва) den 8. september 1380 stod mellem mongolske styrker under ledelse af Mamai (en) og allierede rus' fyrstendømmer under kommando af prins Dmitrij Donskoj nær Donfloden, hvor de russiske fyrstendømmer vandt.

## Baggrund
Efter mongolernes invasion af Rus' under Batu Khan i 1200-tallet var Den Gyldne Horde blevet den dominerende magt i Rus'. Under mongolernes styre var Storfyrstendømmet Moskva blevet den vigtigste rus'-stat, og da tartaren Mamai var blevet khan, ønskede han at vise sin magt ved at sende en hær mod Moskva i 1378. Denne hær blev slået af moskovitterne, og to år senere gik Mamai personligt i felten for at hævne nederlaget.

## Slaget
Moskovitterne var ledet af Dmitrij Donskoj, helten fra sejren to år tidligere. Mongolerne havde denne gang allieret sig med fyrst Oleg af Rjazan og storfyrste Jogaila Algirdaitis af Litauen, Dimitrij besluttede derfor at angribe mongolerne inden disse kunne slutte deres styrker til deres allierede.
Ifølge eposset "Zadonsjtsjina" (en) havde Dimitrij 150.000 mand til rådighed mod mongolernes 300.000. Disse tal er urealistisk høje, og de faktiske styrker var nok snarere det halve.
Ifølge overleveringen blev slaget åbnet med en duel mellem rus'-fyrsten Alexandr Peresvet og mongolen Temir-murza, der begge skal være døde. Det faktiske slag varede i tre timer, og rusfyrstendømmerne formåede at holde mongolerne tilbage. Efter en overraskende flankemanøvre af Vladimir den modige tippede sejren i rus' favør, og Mamai måtte flygte til Krim, hvor han senere blev dræbt.

## Betydning
Rus'-sejren blev begyndelsen til enden på Den Gyldne Hordes greb om rus', og bidrog til at samle rus'-fyrstendømmerne.